# 千代田インテグレ
千代田インテグレ株式会社（ちよだインテグレ）は、東京都千代田区に本社を置く機器部品製造会社。埼玉県草加市、愛知県豊橋市に工場がある。

## 沿革
- 1955年 - 千代田フエルト株式会社として創業。
- 1967年 - 埼玉県草加市に東京工場開設。
- 1975年 - 日本フエルト工業株式会社と共同出資により、サンフエルト株式会社を設立。
- 1977年 - 豊橋市東脇に豊橋工場開設。
- 1988年 - 称号を千代田インテグレ株式会社に変更。
- 1989年 - 千代田保全株式会社と合併。
- 1990年 - 大阪市東淀川区に大阪工場開設。
- 2001年 - 東京証券取引所市場第2部上場。
- 2002年 - 大阪府泉南市に大阪支店・工場竣工移転。
- 2002年 - 東京証券取引所市場第1部上場。
- 2012年 - 東京支店・工場を関東事業所に、豊橋支店・工場を豊橋営業所に、大阪支店・工場を関西営業所にそれぞれ改称。

## 所在地
- 本社 - 東京都千代田区二番町1-1
- 国内事業所 - 関東（草加）
- 国内営業所 - 青森、仙台、豊橋、名古屋、関西（泉南）、広島、大分
- 海外事業所 - シンガポール、マレーシア、ベトナム、フィリピン、タイ、インドネシア、中国、韓国、台湾、アメリカ、メキシコ、スロバキア

## 製品
- OA機器のパーツ
- 音響機器のパーツ
- 映像機器のパーツ
- 通信機器のパーツ
- 家電機器のパーツ
- 自動車等のパーツ
- 医療雑貨のパーツ